# Kälteschutzanzug

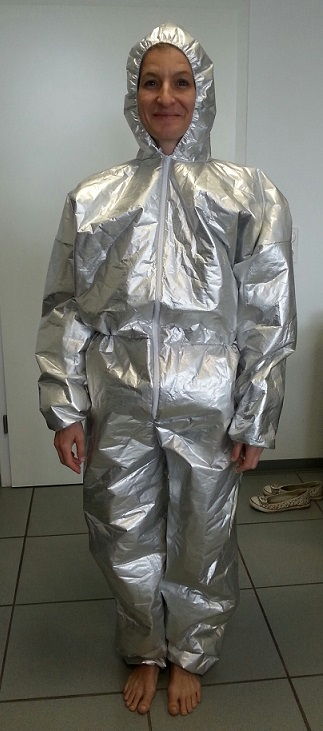
Ultraleichter Kälteschutzanzug

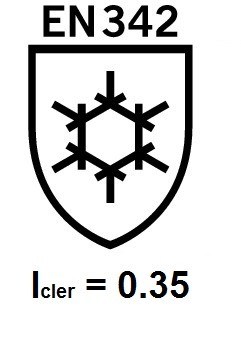
Piktogramm

Ein Kälteschutzanzug schützt einen menschlichen Körper zu einem gewissen Maß und für eine gewisse Zeit vor Kälte.
In der DIN EN 342 sind die Anforderungen und Prüfverfahren für das „Kleidungssystem zum Schutz gegen Kälte“ definiert. Um einen Kälteschutzanzug zu beurteilen, muss man die thermische Isolation, die Luftdurchlässigkeit und den Wasserdampfdurchgangswiderstand ermitteln. Dies wird typischerweise mit Hilfe einer thermischen Gliederpuppe durchgeführt. Aus diesen Messungen wird der Grundwärmeisolationswert Icler ermittelt. Mit diesem Icler wird der Schutzanzug klassifiziert. Ein Kleidungsstück gilt als Kälteschutzanzug, wenn der Icler größer als der Grenzwert 0,310 m²K/W beträgt. Schwere Kälteschutzanzüge erreichen einen Icler von 0,620 m²K/W und mehr. Die leichtesten Kälteschutzanzüge wiegen um die 400 Gramm.
Ein Kälteschutzanzug wird mit dem Piktogramm einer Schneeflocke und der Angabe der Grundwärmeisolation in m²K/W gekennzeichnet.